# Club Atlético de Madrid 1950-1951
Questa voce raccoglie le informazioni riguardanti il Club Atlético de Madrid nelle competizioni ufficiali della stagione 1950-1951.

## Stagione
Nella stagione 1950-1951 i Colchoneros, allenati da Helenio Herrera, si riaffermarono per il secondo anno consecutivo andando a vincere il loro quarto titolo. In Coppa del Generalísimo l'Atlético Madrid fu invece eliminato nuovamente ai quarti di finale dal Real Madrid. In Coppa Latina, per la seconda volta, si classificò terzo battendo lo Sporting Lisbona. Perse inoltre la Coppa Eva Duarte contro l'Atlético Bilbao, riportando un pareggio e una sconfitta. L'Atletico riuscì a battere il Real Madrid nel derbi madrileño sia all'andata che al ritorno, in campionato. Questo risultato non si è mai più ripetuto nei campionati a seguire, fino al 2014-2015. Inoltre la squadra segnò 87 reti in campionato, che è l'attuale record di realizzazione per i Rojiblancos.

## Organigramma societario
Le cariche societarie.
- Presidente: Cesáreo Galíndez
- Vicepresidente: José Luís del Valle
- Segretario: Jose Maria Manzanares
- Vicesegretario: Ramon Fernandez
- Tesoriere: Luis Benitez de Lugo
- Contabile: Carlos Arechavala
- Membri ordinari: Felipe Lafita, Ramon Diaz, Jose Magro, Ernesto Cotorruelo, Jose Luis Costa e Francisco Marin

## Maglie e sponsor
| Manica sinistra · Manica sinistra · Maglietta · Maglietta · Manica destra · Manica destra · Pantaloncini · Calzettoni |

## Rosa
| N. |                    | Ruolo | Calciatore              |
| -- | ------------------ | ----- | ----------------------- |
| -  | Francia (bandiera) | P     | Marcel Domingo          |
| -  | Spagna (bandiera)  | P     | Vicente Dauder          |
| -  | Spagna (bandiera)  | D     | Diego Lozano            |
| -  | Spagna (bandiera)  | D     | Rafael Mújica           |
| -  | Spagna (bandiera)  | D     | Rafael García Repullo   |
| -  | Spagna (bandiera)  | D     | Alfonso Aparicio        |
| -  | Spagna (bandiera)  | D     | José Luis Riera         |
| -  | Spagna (bandiera)  | D     | Juan José Mencía        |
| -  | Spagna (bandiera)  | C     | José Hernández González |
| -  | Marocco (bandiera) | C     | Larbi Ben Barek         |

| N. |                   | Ruolo | Calciatore            |
| -- | ----------------- | ----- | --------------------- |
| -  | Spagna (bandiera) | C     | Alfonso Silva         |
| -  | Spagna (bandiera) | C     | Pedro Mascaró         |
| -  | Svezia (bandiera) | C     | Henry Carlsson        |
| -  | Spagna (bandiera) | A     | Adrián Escudero       |
| -  | Spagna (bandiera) | A     | Salvador Estruch      |
| -  | Spagna (bandiera) | A     | José Luis Pérez-Payá  |
| -  | Spagna (bandiera) | A     | José Juncosa          |
| -  | Spagna (bandiera) | A     | Antonio Durán         |
| -  | Spagna (bandiera) | A     | Polo                  |
| -  | Spagna (bandiera) | A     | Miguel González Pérez |

## Risultati

### Primera División

#### Girone d'andata
| Arbitro: | Barderí Gibert |

|                                                                |           |  |
| Polo 8’ (aut.) Nando 44’ Venancio 77’ (rig.) Lozano 85’ (aut.) | Marcatori |  |

| Arbitro: | Pérez Rodríguez |

|                                                                              |           |                                       |
| Escudero 8’, 50’ (rig.) Mújica 17’ (rig.) Durán 27’ Carlsson 48’ Juncosa 88’ | Marcatori | 3’, 78’ Aurelio 53’ (rig.), 89’ César |

| Arbitro: | Fombona Fernández |

|                                  |           |                |
| Carlsson 48’ (rig.) Escudero 49’ | Marcatori | 39’, 64’ Hériz |

| Arbitro: | Gómez Contrera |

|                          |           |                                         |
| Coque 18’, 20’ Munné 74’ | Marcatori | 36’ Escudero 38’ Mascaró 40’ Pérez-Payá |

| Arbitro: | Giménez Molina |

|                                                                                                   |           |                   |
| Carlsson 2’ Pérez-Payá 14’ Teruel 21’ (aut.) Juncosa 37’, 44’, 47’, 86’ Escudero 67’ Aparicio 89’ | Marcatori | 23’ (rig.) Teruel |

| Arbitro: | Azón Roma |

|  |           |                           |
|  | Marcatori | 20’ Mújica 30’ Pérez-Payá |

| Arbitro: | García Fernández |

|                                 |           |  |
| Pérez-Payá 62’ Mascaró 62’, 65’ | Marcatori |  |

| Arbitro: | Jáuregui Ansó |

|                                     |           |                                     |
| Marcet 49’, 68’ Calvo 53’ Arcas 58’ | Marcatori | 35’ Mújica 66’ Escudero 72’ Juncosa |

| Arbitro: | Arqué Martín |

|                         |           |                                 |
| Carlsson 23’ Mújica 38’ | Marcatori | 45’ (rig.) Ontoria 64’ Barinaga |

| Arbitro: | García Fernández |

|                                   |           |                                                                       |
| Pahiño 19’ Molowny 63’ Makala 72’ | Marcatori | 4’ Carlsson 12’ Mújica 15’, 85’ Ben Barek 25’ Pérez-Payá 74’ Escudero |

| Arbitro: | Blanco Pérez |

|                                        |           |                     |
| Escudero 60’, 76’ Ben Barek 89’ (rig.) | Marcatori | 4’ Badenes 15’ Gago |

| Arbitro: | Zariquiegui Izco |

|                                     |           |                                               |
| Bidegain 23’ Di Paola 44’ Alsúa 61’ | Marcatori | 14’, 72’, 84’ (rig.) Ben Barek 69’ Pérez-Payá |

| Arbitro: | Gómez Contreras |

|                                        |           |            |
| Juncosa 6’, 89’ Escudero 15’, 67’, 76’ | Marcatori | 54’ Olcina |

| Arbitro: | Pérez Rodríguez |

|                                 |           |  |
| Franco 50’ Moll 87’ Oswaldo 89’ | Marcatori |  |

| Arbitro: | Aurre Larrea |

|                            |           |          |
| Ben Barek 18’ Escudero 25’ | Marcatori | 38’ Arza |

#### Girone di ritorno
| Arbitro: | Trapote López |

|                            |           |  |
| Pérez-Payá 18’ Juncosa 39’ | Marcatori |  |

| Arbitro: | Jáuregui Ansó |

|                           |           |  |
| César 47’ Basora 54’, 79’ | Marcatori |  |

| Arbitro: | Azón Roma |

|              |           |                                 |
| Del Toro 15’ | Marcatori | 6’, 55’ Carlsson 20’ Pérez-Payá |

| Arbitro: | Fombona Fernández |

|                                                                   |           |  |
| Juncosa 8’, 42’, 47’ Escudero 21’ Carlsson 44’, 81’ Ben Barek 55’ | Marcatori |  |

| Arbitro: | Jáuregui Ansó |

|             |           |  |
| Joseíto 65’ | Marcatori |  |

| Arbitro: | Fombona Fernández |

|                                 |           |                        |
| Pérez-Payá 7’ Escudero 52’, 70’ | Marcatori | 61’ Atienza 84’ Juanín |

| Arbitro: | Azón Roma |

|                      |           |           |
| Bazán 50’ Torres 52’ | Marcatori | 84’ Tinte |

| Arbitro: | Rivero Lecuona |

|              |           |            |
| Ben Barek 6’ | Marcatori | 49’ Marcet |

| Arbitro: | Mazagatos Vicario |

|            |           |              |
| Caeiro 59’ | Marcatori | 55’ Escudero |

| Arbitro: | Arqué Martín |

|                                                  |           |  |
| Pérez-Payá 12’, 89’ Luciano 22’ (aut.) Tinte 78’ | Marcatori |  |

| Arbitro: | Rivero Lecuona |

|             |           |  |
| Badenes 75’ | Marcatori |  |

| Arbitro: | Bienzobas Ocariz |

|                                                                                                   |           |           |
| Estruch 16’ Ben Barek 18’ (rig.) Carlsson 26’, 76’ Cerveró 58’ (aut.) Escudero 85’ Pérez-Payá 86’ | Marcatori | 11’ Alsúa |

| Arbitro: | Giménez Molina |

|            |           |                           |
| Olcina 57’ | Marcatori | 7’ Ben Barek 53’ Escudero |

| Arbitro: | Barderí Gibert |

|                                                 |           |                               |
| Ben Barek 3’, 68’ Pérez-Payá 38’, 86’ Silva 72’ | Marcatori | 56’ (rig.) Cuenca 74’ Oswaldo |

| Arbitro: | Azón Roma |

|              |           |               |
| Doménech 20’ | Marcatori | 43’ Ben Barek |

### Coppa del Generalísimo
| Arbitro: | Barderí Gibert |

|                             |           |                                 |
| Pepín 2’ Lolo 60’, 62’, 77’ | Marcatori | 18’, 74’ Juncosa 23’ Pérez-Payá |

| Arbitro: | Bienzobas Ocariz |

|                                         |           |  |
| Estruch 9’ Mújica 14’, 86’ Carlsson 77’ | Marcatori |  |

| Arbitro: | Zariquiegui Izco |

|  |           |               |
|  | Marcatori | 69’ Imbelloni |

| Arbitro: | Giménez Molina |

|            |           |             |
| Pahiño 52’ | Marcatori | 64’ Juncosa |

### Coppa Latina
| Arbitro: | Boes |

|                                   |           |              |
| Renosto 18’, 53’, 74’ Nordahl 22’ | Marcatori | 70’ Carlsson |

| Arbitro: | Carpani |

|                                         |           |              |
| Carlsson 13’ Mascaró 72’ Pérez-Payá 89’ | Marcatori | 8’ Travassos |

### Coppa Eva Duarte
| Arbitro: | Arqué Martín |

|                                                     |           |                                                   |
| Venancio 58’, 100’ Iriondo 63’ Garate 85’ Zarra 93’ | Marcatori | 22’, 32’, 96’ Pérez-Payá 24’ Mascaró 108’ Juncosa |

| Arbitro: | Fombona Fernández |

|                |           |  |
| Zarra 29’, 46’ | Marcatori |  |

## Statistiche

### Statistiche di squadra
| Competizione           | Punti | Totale | Totale | Totale | Totale | Totale | Totale | DR  |
| Competizione           | Punti | G      | V      | N      | P      | Gf     | Gs     | DR  |
| ---------------------- | ----- | ------ | ------ | ------ | ------ | ------ | ------ | --- |
| Primera División       | 40    | 30     | 17     | 6      | 7      | 87     | 50     | +37 |
| Coppa del Generalísimo | -     | 4      | 1      | 1      | 2      | 8      | 6      | +2  |
| Coppa Latina           | -     | 2      | 1      | 0      | 1      | 4      | 5      | -1  |
| Coppa Eva Duarte       | -     | 2      | 0      | 1      | 1      | 5      | 7      | -2  |
| Totale                 | 40    | 38     | 19     | 8      | 12     | 104    | 68     | +36 |